# Actinote ochreana
Actinote ochreana är en fjärilsart som beskrevs av Hayward 1931. Actinote ochreana ingår i släktet Actinote och familjen praktfjärilar. Inga underarter finns listade i Catalogue of Life.